# Rifugio Velo della Madonna
Das Rifugio Velo della Madonna (auch kurz Rifugio Velo, deutsch Hütte am Schleier der Madonna) ist eine Schutzhütte der Società degli Alpinisti Tridentini (SAT). Sie liegt in der Palagruppe (Dolomiten) im italienischen Trentino. Ihr Name leitet sich von der unmittelbar oberhalb der Hütte liegenden Schleierkante der Cima della Madonna (2752 m s.l.m.) ab.

## Lage und Wege
Die Hütte liegt auf 2358 m s.l.m. in der südlichen Palagruppe am westlichen Fuß der Cima della Madonna. Wichtigster Talort ist San Martino di Castrozza, etwa 3 Kilometer nordwestlich gelegen. Von dort und von mehreren weiteren Ausgangspunkten im Val Cismon führen mehrere Steige zur Hütte, die jedoch allesamt zumindest stellenweise den Charakter leichter Klettersteige haben. Auch aus dem östlich gelegenen Val Pradidali ist die Velohütte erreichbar. Für diesen Weg sind etwa fünf Stunden zu veranschlagen, während für die Zustiege aus dem Val Cismon etwa 2,5 bis 3 Stunden angegeben werden. Bedeutendste Nachbarhütte ist das Rifugio Pradidali (2278 m), mit dem die Velohütte über die Klettersteige Ferrata del velo und Ferrata del Porton verbunden ist (etwa 2,5 Stunden). Auch das Rifugio Rosetta (2581 m) ist erreichbar (etwa 4 Stunden).

## Touren
Das Rifugio Velo dient Kletterern als Ausgangspunkt für Touren auf die Cima della Madonna, insbesondere die nahe der Hütte beginnende Route Schleierkante (spigolo del velo), die eine der bekanntesten Kletterrouten der Dolomiten darstellt. Darüber hinaus wird auch der nahe gelegene Sass Maor von der Velohütte aus bestiegen. Des Weiteren gibt es am Wandfuß der Cima della Madonna einige Sportkletterrouten.
Nahe Ziele für Wanderer und Klettersteiggeher sind die Cima della Stanga (2550 m) und der Cimerlo (2503 m). Nördlich der Hütte liegt mit der Ferrata della vecia ein weiterer kurzer Klettersteig. Auch die Cima di Ball (2802 m) und die Cima di Val di Roda sind von der Velohütte aus erreichbar.

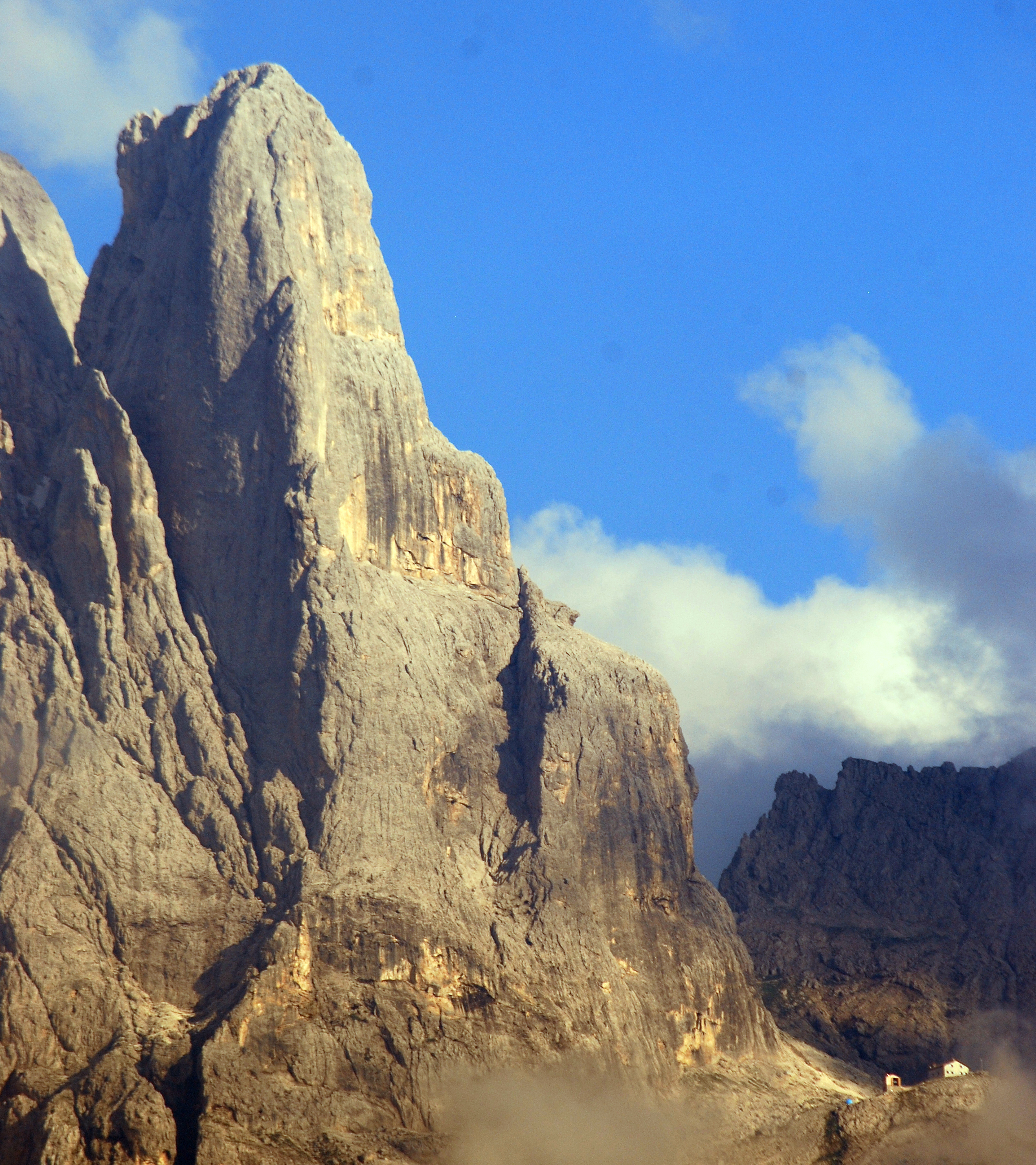
Rifugio Velo (rechts unten) unterhalb der Cima della Madonna

## Geschichte
Der erste Bau an dieser Stelle war eine 1966 von der Società degli Alpinisti Tridentini (SAT), einer Sektion des Club Alpino Italiano (CAI) errichtete Biwakschachtel. 1980 errichtete die SAT dann die heutige Hütte, die über 64 Schlafplätze verfügt und mit einer Materialseilbahn versorgt wird. Außerhalb der Öffnungszeiten (etwa Mitte Juni bis Mitte September) steht ein Winterraum mit 10 Plätzen zur Verfügung.